# Кубрик, Алексей Анатольевич
Алексей Анатольевич Кубрик (10 сентября 1959, Москва — 6 февраля 2024) — русский поэт, филолог, эссеист.

## Биография
Большую часть жизни прожил в Балашихе. По окончании школы поступил в МГТУ им. Н. Э. Баумана. Служил в армии. Работал связистом, дворником-сторожем в детском саду, заместителем директора городского ПКиО, грузчиком, учителем русского языка и литературы, столяром-краснодеревщиком. В 1982 поступил в Литературный институт на семинар В. М. Сидорова, последние три года обучения — семинар Е. М. Винокурова. По окончании института работал лаборантом института и учился в аспирантуре.
С 2016 по 2019 учился в магистратуре на филологическом факультете НИУ ВШЭ. Диплом с отличием.
Читал спецкурсы по русской поэзии XX века и вёл творческие семинары в различных учебных заведениях. Автор ряда публикаций о поэзии русской эмиграции, в том числе о творчестве Бориса Божнева, Бориса Поплавского, Анны Присмановой, а также об Осипе Мандельштаме, Иване Бунине, Николае Заболоцком и Арсении Тарковском.
Стихи и эссе печатались в журналах и альманахах «Знамя», «Новый мир», «Огонёк», «Грани», «Октябрь», «Урал», «Литературное обозрение», «Новый берег», «Волга» и др.
Автор четырёх книг стихотворений, первая из которых вышла с рисунками Юнны Мориц. Презентация первой из них проходила в 1995 году в Государственном литературном музее на Петровке.
Работал преподавателем литературы в Лицее НИУ ВШЭ с 2015 по 2023 год.
Умер 6 февраля 2024 года.

## Публикации
Книги стихотворений:
- Параллельные места. — М., 1995. / С рисунками Юнны Мориц.
- Древесного цвета. — М.: АРГО-РИСК, 2006.
- Внимательный лес. — М.: Воймега, 2015.
- Рыба важнее. — М.: Воймега, 2021.

Тексты в сборниках:
- Поэты в поддержку Григория Явлинского: Сборник стихов. — М.: АРГО-РИСК, 1996. ISBN 5-900506-34-7, С.5